# Centralbank

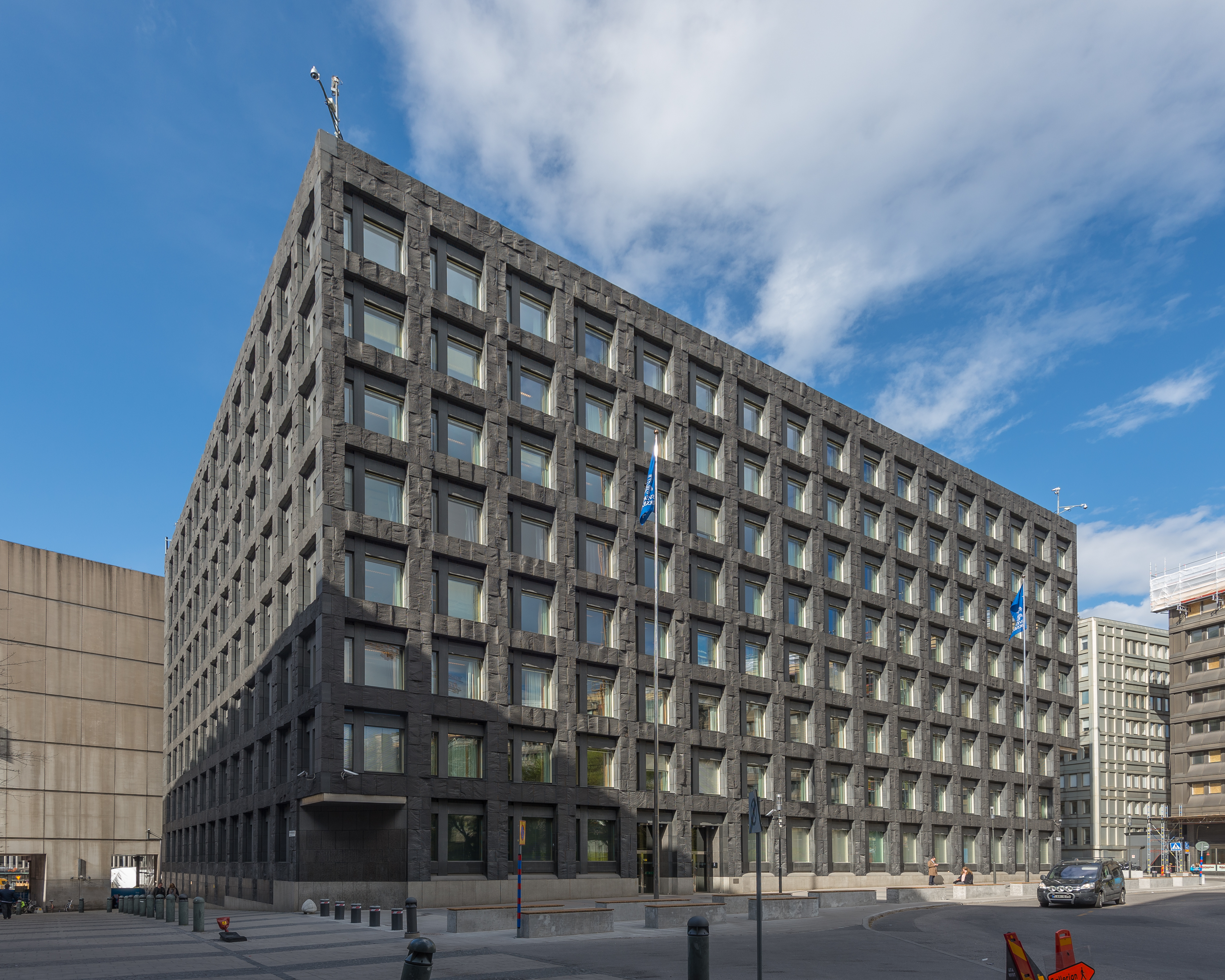
Riksbankshuset, säte för Sveriges riksbank

En centralbank eller riksbank är en institution som ansvarar för att "upprätthålla det interna och i vissa fall det externa värdet" på ett lands eller en valutaunions valuta, som till exempel Europeiska centralbanken. Centralbankerna kan vara statligt eller privat ägda, men i regel är de underställda regeringens eller parlamentets tillsyn.

## Funktioner
Nästan alla länder har en centralbank och dess uppgifter varierar från centralbank till centralbank, men generellt är dess huvuduppgifter att säkra landets finansiella stabilitet, handha utgivning och tillverkning av landets valuta samt förvalta landets valuta- och guldreserv. Mer aktivt kan centralbanken till exempel styra landets finanser genom att reglera inflationen genom fastställande av referensräntor. Banken kan även ha som uppgift att se till att det finns ett säkert och effektivt betalningsväsende, låna ut pengar till landets banker, vara den sista garanten för bankväsendet i händelse av finansiella kriser och att övervaka berörda landets banker och finansinstitut för att stävja bedrägligt, vilseledande eller oaktsamt beteende, om inte andra parter ombesörjer detta, såsom Finansinspektionen i Sverige.
Centralbanken tillhandahåller reservvaluta, refinansierar kommersiella banker och ofta stater. I till exempel Sverige finns även Riksgäldskontoret, som agerar med vissa kompetenser som ofta annars ankommer centralbanker.

## Historia
Världens äldsta riksbank är Sveriges riksbank, som grundades 1668, då var den Sveriges enda affärsbank men utan funktionen som centralbank. År 1694 grundades Bank of England efter svensk förebild. Syftet med dessa banker var i mångt och mycket att finansiera statens upplåning och betalningar. Deras särskilda privilegier gav dem en central roll.
Från början fanns inte centralbanker. I stället fanns lokala banker som gav ut mynt och sedlar. I vissa fall lät härskare prägla mynt. När banker gick i konkurs förlorade många sina pengar. Centralbankerna fick med tiden ensamrätten att ge ut sedlar och prägla mynt. Lagen Peel’s Bank Act i Storbritannien påbjöd att staten genom sin centralbank skulle agera om någon bank hotades av konkurs. 
Under en period användes guldmyntfot, vilket idag är avskaffat där staterna ålade sig att växla in pengar mot guld. Efter 1930-talskrisen, fick riksbankerna utvidgade mål, där främjande av sysselsättning och inkomstutveckling även inkluderades.

## Kritik mot centralbanksystemet
Kevin Dowd, Ludwig von Mises, Friedrich August von Hayek och Karl Marx har alla på olika grunder kritiserat systemet med centralbanker.

## Tillgångar och skulder
Centralbankernas balansräkning i stora drag:
Tillgångar
- Valutareserver
  - Guld och guldfordringar
  - Utländsk valuta
- Fordringar på affärsbanker
  - Huvudsakliga refinansieringstransaktioner
  - Långfristiga refinansieringstransaktioner
  - Finjusterande repotransaktioner
- Offentliga lån
- Övriga tillgångar (till exempel värdepapper)

Skulder
- Sedlar i omlopp
- Inlåning från affärsbanker
  - Löpande räkningar, inklusive kassakrav
  - Inlåningsfacilitet
- Inlåning från staten
- Övriga skulder

## Exempel på centralbanker
- Bank of England
- Bank of Guyana
- Central Bank of Lesotho
- Danmarks Nationalbank
- Deutsche Bundesbank (Tyskland)
- Europeiska centralbanken (EU/Euroområdet)
- Federal Reserve (USA)
- Finlands Bank
- Reserve Bank of India
- Reserve Bank of Vanuatu
- Sveriges riksbank